# Augusta Raurica
Augusta Raurica je rimsko arheološko najdišče in muzej na prostem v Švici, ki se nahaja na južnem bregu reke Ren, približno 20 km vzhodno od Basla v bližini vasi Augst in Kaiseraugst. Je mesto najstarejše znane rimske kolonije ob Renu.

## Ustanovitev
Augusta Raurico ali Colonia Augusta Rauracorum je okoli leta 44 pr. n. št. ustanovil Lucij Munacij Plank v bližini lokalnega galskega plemena Rauraci, sorodnikov Helvetov. Iz tega obdobja še niso našli nobenega arheološkega dokaza, ki bi vodil do zaključka, da je bodisi naseljevanje kolonije zmotila državljanska vojna po smrti Julija Cezarja bodisi da je bila Plankova kolonija dejansko na območju sodobnega Basla, ne Augst.
Uspešna kolonizacija najdišča je morala počakati na Avgustovo osvajanje osrednjih Alp okoli leta 15 pr. n. št. Do danes najstarejša najdba Auguste Raurice je bila z dendrokronologijo datirana v 6. pr. n. št.

## Ime
Napis na grobu Munacija Planka zgolj navaja ime kolonije kot Colonia Raurica. Droben napis iz avgustovega obdobja govori o Colonia P[aterna] (?) M[unatia] (?) [Felix] (?) [Apolli]naris [Augusta E]merita [Raur]ica (črke v oklepajih so rekonstrukcije). Poleg tega fragmentarnega sklicevanja prva določena priča uporabe imena Avgust prihaja od geografa Ptolemaja v starogrški obliki Augústa Rauríkon (lat. Augusta Rauricorum).
Augusta Raurica je igrala pomembno vlogo pri Avgustovih osvajalskih načrtih z dvema kolonijama, ki nosita njegovo ime: Augusta Praetoria (sodobna Aosta na južnem koncu prelaza Veliki Sveti Bernard in Augusta Vindelicum (sodobni Augsburg, postojanka ob Donavi). Te tri Augustae tvorijo vogale trikotnika, ki sega čez Avgustova alpska osvajanja, katerih dolga osnova tvori Koleno Rena do Donave in je tvorila mejo proti neosvojeni Germaniji.

## Lega naselja
Med izkopavanji je bilo ugotovljeno, da je bilo mesto ustanovljeno na visoki planoti južno od reke Ren. Dve majhni reki, Ergolz in Violen, sta na planoti izklesali trikotnik, katerega daljša stranica je ob vznožju gorovja Jura široka približno 1 kilometer, vrh pa kaže proti severu proti Renu, približno 1 kilometer od te. Ta točka je mesto rimskega kastruma ali vojaške utrdbe. Mesto so zato dobro branila strma pobočja na severu, vzhodu in zahodu.
Naslednji korak pri načrtovanju mesta je bil geodetski pregled območja po načrtih mestnega arhitekta. Vsaka pomembna javna stavba je imela svoj poseben kraj, začenši z Jupitrovim templjem kot sveto višjo točko, od katere se je širilo ulično omrežje. Arhitekt, ki je bil odgovoren za izvedbo načrtov za mesto, je nato položil vzdolžno os čez trikotnik 36 ˚ zahodno od severa, da je oblikoval glavno ulico naselja. Druge vzdolžne ulice so bile postavljene vzporedno z glavno ulico v intervalih 55 metrov. Nato je bila glavna ulica razdeljena na 66 metrov dolge odseke (255 rimskih čevljev), ki so tvorili vogale 10 prehodnih ulic. Tako je nastala vrsta pravokotnih blokov velikosti približno 50 krat 60 metrov. Ulice so bile položene na trdno gramozno podlago in z jarki na obeh straneh. Pomembnejše ceste so imele pokrite pločnike za vrstami stebrov.

## Meje
Robov Colonia Raurica ni več mogoče določiti z absolutno natančnostjo. Približne meje pa lahko določimo s preučevanjem obsega Augsta v zgodnjem srednjem veku. Zdi se, da to kaže, da se je kolonija razširila od Basla proti izlivu reke Aare, nato navzgor po Aareju do ustja Siggerja pod Solothurnom, čez Lüssel in nato nazaj po Birsu do Basla, čeprav je to še vedno domneva. Nova raziskava, ki temelji na ploščicah, odtisnjenih z oznako legije Vindonissa, kaže na neko upravno odvisnost od Vindonisse. To bi pomenilo, da je kolonija segla čez Bözberg proti Friku, vzhodno mejo pa je oblikoval Thiersteinberg pod Frikom. Zahodna meja je bila blizu izliva Birs, verjetno označena z mejno postajo. Ostanki zgodnje rimske upepeljevalnice, ki jih je leta 1937 našla cerkev v Neuallschwilu, kažejo, da je taka postojanka obstajala ob glavni cesti severno (proti Blotzheimu) v Alzacijo. Colonia Raurica je na splošno vsebovala sodobni kanton Basel, dolino Frick in vzhodno gorovje Jura kantona Solothurn. Skupna površina kolonije je bila približno 700 km2.

## Kasnejša zgodovina
Do 2. stoletja našega štetja je bila Augusta Raurica uspešno trgovsko središče in v svojih največjih dneh glavno mesto lokalne rimske province. Ocenjuje se, da je prebivalstvo doseglo približno 20.000 ljudi. Augusta Raurica je uspevala med 1. in 3. stoletjem, v druge dele rimskega cesarstva pa je izvažala dimljeno svinjino in slanino. Mesto je imelo značilne dobrine rimskega mesta, amfiteater, glavni forum, več manjših forumov, akvadukt, razne templje, več javnih kopališč in največje rimsko gledališče severno od Alp z 8000 do 10.000 sedeži. Mnogi od teh objektov so obiskovalcem odprta skozi celo leto.
Leta 250 našega štetja je močan potres poškodoval velik del mesta. Kmalu zatem, okoli leta 260 našega štetja, so Alemanska plemena in / ali plenilske rimske čete mesto uničili. Rimljani so skušali ohraniti svoj vojaški položaj z gradnjo trdnjave ob Renu, Castrum Rauracense, katere zidovi so še vedno delno nedotaknjeni. Augusta Raurica je bila v veliko manjšem obsegu preseljena na mesto kastruma. Ti dve naselji tvorita središči sodobnih skupnosti Augst in Kaiseraugst.
Leta 1442 so bile te skupnosti razdeljene vzdolž rek Ergolz in Violenbach. Zahodni del je dobil Basel, ki je leta 1501 postal švicarski kanton. Leta 1833 je Augst postal del kantona Basel-Landschaft. Vzhodni del je postal del habsburških ozemelj in je bil za razlikovanje med mesti preimenovan v Kaiseraugst. Kaiseraugst je postal del Švice leta 1803 po porazu Habsburžanov med Napoleonskimi vojnami.

## Augusta Raurica danes
Izkopavanja in pozno rimski grad, Castrum Rauracense, so navedena kot dediščina nacionalnega pomena, prav tako zgodnjekrščanski baptisterij in opečna peč v Liebrütiju.

### Izkopavanja
Številne rimske stavbe so bile odkrite in ohranjene z izkopavanji, večina pa je odprtih za javnost:
- Amfiteater: obstajajo le skromni ostanki.
- Akvadukt: oskrboval Augusta Raurica s pitno vodo iz Liestala (deli so vidni in dostopni v Heidenlochu v Liestalu, pa tudi severovzhodno od čistilne naprave v Füllinsdorfu).
- Glavni forum: z Jupitrovim templjem, baziliko in zbornico mestnega sveta.
- Gledališče: tvori arhitekturno enoto s templjem čez cesto.

Najdenih je bilo tudi več zasebnih trgovskih stavb (taverna, pekarna, lončarna in peč za žganje ploščic) ter deli kanalizacije. Okoli 80 % pozidanih površin še ni bilo izkopanih. Augusta Raurica je najbolje ohranjeno rimsko mesto severno od Alp, ki ni bilo pozidano v srednjeveškem ali novejšem času.

## Muzej in rimska hiša
V Rimskem muzeju so najpomembnejše najdbe iz rimskega mesta in je predstavljena zgodovina Auguste Raurice. V muzeju obiskovalci vidijo posebne eksponate, pa tudi najpomembnejšo arheološko najdbo v Augusti Raurici: srebrni zaklad Kaiseraugst. Ta zaklad je bil v trdnjavi najdena v letih 1961–1962 in je bil domnevno nekoč last poveljnika. V muzeju je izvedena tudi rekonstrukcija rimske hiše z artefakti in rekonstrukcijami, ki prikazujejo vsakodnevno domače in trgovsko življenje iz rimskega obdobja.